# بنس (عملة بريطانية)
القرش أو البنس البريطاني عبارة عن فئة من العملات المعدنية بالجنيه الاسترليني تساوي 1⁄240 رطل، أو 1⁄12 شلن. وكان رمزها (d)، من الدينار الروماني، وهو استمرار للبنس الإنجليزي السابق، وفي إسكتلندا كان له نفس القيمة النقدية للشلن الإسكتلندي قبل عام 1707، سكت العملة في البداية من الفضة، ولكن منذ أواخر القرن الثامن عشر، سكت من النحاس، ثم بعد عام 1860 بالبرونز.
جمع العملة "بنس" عند الإشارة إلى مبلغ من المال، و"بنسات" عند الإشارة إلى عدد من العملات المعدنية. وبالتالي فإن 8 d تساوي ثمانية بنسات، لكن "ثمانية بنسات" تعني على وجه التحديد ثمانية عملات معدنية فردية.
قبل اليوم العشري في عام 1971، استخدم الجنيه الاسترليني النظام النقدي الكارولنجي ( £ sd )، والذي بموجبه كانت الوحدة الأكبر هي الجنيه الاسترليني ( £ ) القابل للقسمة إلى 20 شلنًا، كل منها 12 بنسًا (d)، سُحب البنس في عام 1971 بسبب النظام العشري، واستبدل بالنصف العشري الجديد ، 1⁄2 p قيمتها 1.2 d.

## الأنواع والمواصفات

### فضة
| سكت       | مقاس     | وزن      | مادة                  |
| --------- | -------- | -------- | --------------------- |
| 1708–1713 | 12.0 ملم | 0.5 غرام | 92.5% فضة ، 7.5% نحاس |
| 1716–1727 | 12.0 ملم | 0.5 غرام | 92.5% فضة، 7.5% نحاس  |
| 1729–1760 | 12.0 ملم | 0.5 غرام | 92.5% فضة، 7.5% نحاس  |
| 1763–1786 | 12.0 ملم | 0.5 غرام | 92.5% فضة، 7.5% نحاس  |
| 1792      | 12.0 ملم | 0.5 غرام | 92.5% فضة، 7.5% نحاس  |
| 1795–1800 | 12.0 ملم | 0.5 غرام | 92.5% فضة، 7.5% نحاس  |
| 1817–1820 | 12.0 ملم | 0.5 غرام | 92.5% فضة، 7.5% نحاس  |

### نحاس
| سكت       | صورة | مقاس     | وزن       | مادة      |
| --------- | ---- | -------- | --------- | --------- |
| 1797      |      | 36.0 ملم | 28.3 غرام | 100% نحاس |
| 1806–1807 |      | 34.0 ملم | 18.8 غرام | 100% نحاس |
| 1825–1827 |      | 34.0 ملم | 18.8 غرام | 100% نحاس |
| 1831–1837 |      | 34.0 ملم | 18.6 غرام | 100% نحاس |
| 1841–1860 |      | 34.0 ملم | 18.8 غرام | 100% نحاس |

### برونز
| سكت       | صورة                         | مقاس     | وزن      | مادة                           |
| --------- | ---------------------------- | -------- | -------- | ------------------------------ |
| 1860–1894 |                              | 31.0 ملم | 9.4 غرام | 95% نحاس، 4% قصدير ، 1% زنك    |
| 1895–1901 |                              | 31.0 ملم | 9.4 غرام | 95% نحاس، 4% قصدير ، 1% زنك    |
| 1902–1910 |                              | 31.0 ملم | 9.4 غرام | 95% نحاس، 4% قصدير ، 1% زنك    |
| 1911–1922 |                              | 31.0 ملم | 9.4 غرام | 95% نحاس، 4% قصدير ، 1% زنك    |
| 1925–1936 |                              | 31.0 ملم | 9.4 غرام | 95.5% نحاس، 3% قصدير، 1.5% زنك |
| 1937–1943 |                              | 31.0 ملم | 9.4 غرام | 95.5% نحاس، 3% قصدير، 1.5% زنك |
| 1944      | لا تغيير في التصميم          | 31.0 ملم | 9.4 غرام | 97% نحاس، 0.5% قصدير، 2.5% زنك |
| 1945–1952 | لا تغيير في التصميم          | 31.0 ملم | 9.4 غرام | 95.5% نحاس، 3% قصدير، 1.5% زنك |
| 1953–1954 | نفس التصميم على النحو التالي | 31.0 ملم | 9.4 غرام | 95.5% نحاس، 3% قصدير، 1.5% زنك |
| 1961–1970 |                              | 31.0 ملم | 9.4 غرام | 97% نحاس، 0.5% قصدير، 2.5% زنك |

## سك العملة
ملحوظة: أرقام سك العملة التي بعد العام "H" أو "KN" تتعلق بالعملات المعدنية المسكوكة بعلامة سك محددة، يشير "H" إلى هيتون مينت (بالإنجليزية: Heaton Mint)‏، و"KN" إلى (بالإنجليزية: King's Norton Mint)‏.

## ملحوظات
1. ↑  King جورج الخامس ملك المملكة المتحدة's bust was modified in 1927 to be smaller